# 造本装幀コンクール展
造本装幀コンクール（ぞうほんそうていコンクール）は、日本で開催される造本、装幀に関するコンクールである。1966年より毎年1回開催され、前年の1年間に発行された書籍を対象に、出版社、印刷会社、製本会社、デザイナーから応募を募り、部門別に選考を行う。主催は、日本書籍出版協会および日本印刷産業連合会。	

## 概要
1966年の第1回は紙上展として開催されていたが、1969年より会場を使用したイベントとなった。当時の主催団体は、日本書籍出版協会、日本印刷工業会、全国製本組合連合会の3者である。1985年より日本印刷工業会より日本印刷産業連合会に変更、1987年に全日本製本工業組合連合会が日本印刷産業連合会に一本化され現在のかたちとなった。
1992年より東京国際ブックフェアが毎年の開催になり、同フェアの会場でその年の応募全作品が展示されている。
1970年以降、コンクールの出展作品は東ドイツのライプツィヒで開催される「世界で最も美しい本」国際コンクールに出品されている。この国際コンクールは1990年の東西ドイツの統一後もドイツ・エディトリアルデザイン財団により継続して行われている。
審査の観点は本文の文字組み、色使い、レイアウト、表紙カバーの美しさ、機能性、材料の適性、印刷、製本などである。